# Parafia Zaśnięcia Najświętszej Maryi Panny w Barlinku
Parafia Zaśnięcia Przenajświętszej Bogurodzicy – prawosławna parafia znajdująca się w Barlinku. Parafia należy do dekanatu Szczecin w diecezji wrocławsko-szczecińskiej.
Na terenie parafii funkcjonuje 1 cerkiew:
- cerkiew Zaśnięcia Przenajświętszej Bogurodzicy w Barlinku – parafialna

## Historia
Parafia prawosławna w Barlinku powstała w 1947. Chociaż od początku użytkuje XIX-wieczny poewangelicki kościół (który przystosowano do potrzeb liturgii prawosławnej), dopiero w 1990 otrzymała tytuł własności świątyni. Początkowo do parafii należało około 350 wiernych. Na skutek powrotu dużej części parafian w rodzinne strony, na Lubelszczyznę (co miało miejsce głównie w latach 70.), liczba prawosławnych w Barlinku znacznie się zmniejszyła. W 2019 r. do parafii należało 9 rodzin, a w 2021 r. – 10 rodzin.

## Proboszczowie
- 1947–1972 – ks. Eugeniusz Protasiewicz
- 1978–1980 – ks. Eugeniusz Marczuk (Marczak)
- 1982–1983 – ks. Paweł Gumieniak
- 1984–2013[3] – ks. Bazyli Michalczuk
- od 2013[4] – ks. Jarosław Biryłko